# 圣母升天主教座堂 (诺拉)

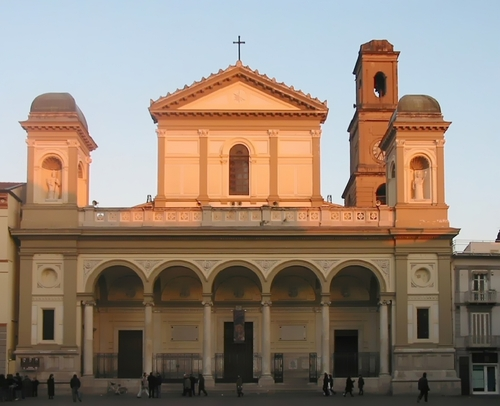
諾拉聖母升天主教座堂外貌

诺拉圣母升天主教座堂（Cattedrale e duomo di Santa Maria Assunta）是天主教诺拉教区的主教座堂，位于意大利南部坎帕尼亚大区诺拉的主教座堂广场。
哥特式的14世纪旧堂在1861年2月13日遭纵火烧毁后，于1869年至1909年兴建了目前的主教座堂，新文艺复兴风格，建筑师Nicola Breglia。
堂内左右两侧分别有6个和4个小堂。